# Бакунін Михайло Олександрович
Бакунін Михайло Олександрович (нар. 18 (30) травня 1814 — 19 червня (1 липня) 1876) — російський політичний діяч, один з головних ідеологів і практиків анархізму.

## Біографія
Народився 18 (30) травня 1814 у маєтку свого батька Прємухіна. Батько, Олександр Михайлович, молодість провів в Італії, виконуючи обов'язки аташе російської місії у Флоренції. Після повернення пішов у відставку й оселився у тверському маєтку. Він був пов'язаний з декабристами, підтримуючи лінію глави «Союзу порятунку» М. М. Муравйова, й намагався звільнити своїх селян.
Закінчив Петербурзьке артилерійське училище (1828-1832) і служив в армії у чині прапорщика в 1832-1834. Потім пішов у відставку й оселився в Москві. Тут він познайомився із М. В. Станкевичем і В. Г. Белінським.
У 1840 поїхав за кордон: спочатку до Німеччини, де деякий час вчився в Берлінському університеті у К. Вердена і Ф. Шеллінга. Пізніше знайомиться з прогресивними діячами О. Руче, В. Вейтлінгом, П'єром Прудоном, Карлом Марксом, Фрідріхом Енгельсом. Кинувши навчання, він рішуче пориває з будь-якою теорією й філософією та береться за практику революційної боротьби. На барикадах Праги й Дрездена Бакунін сповнений рішучості втілювати анархію в практику революції. Після поразки повстання двічі засуджений судами Саксонії й Австрії до страти. Найганебніша для нього подія — видача Австрією в 1851 уряду Росії. Після двох років саксонської й австрійської в'язниць він провів сім років в Алексіївському равеліні у Шліссельбурзі й чотири роки у сибірському засланні.
У 1861 втік із заслання й з новими силами долучився до Західноєвропейського революційного руху, мріючи залучити до нього Росію.
У 1864 вступає в народне товариство робітників (I інтернаціонал), проте його присутність більше руйнує, ніж зміцнює його. Він створює всередині «Інтернаціоналу» в 1868 «Міжнародний альянс соціалістичної демократії», діяльність якого цілком спрямована на практику, за що в 1872 Гаазький конгрес виключив його з рядів «Інтернаціоналу».
У 1870 він серед повстанців Ліона, потім вітає проголошення Паризької комуни, хоча передбачає й навіть намагається запобігти поразці комунарів. Він твердо впевнений у своїх ідеях і практично невразливий як професіонал революції. Він бореться з єдиним злом — всіма формами державності, бажаючи загальнолюдського братства на руїнах всіх держав.
У 1873 вийшла його книга «Держава й анархія». У ній крім глибокого політичного аналізу стану справ в Європі риторична ставка робилася на «людський чинник» організації «загальноєвпропейського та світового бунту». Обурення народу, доведеного до відчаю, — основа революції.
Вже постарілий, хворий, але сповнений натхнення «рятівної боротьби», у 1874 вирушає до Болоньї, щоб взяти участь у повстанні й можливо навіть померти на барикадах.
Тяжка хвороба нирок і водянка змушують його переїхати до Швейцарії. У Берні 1 липня 1876 він помирає в оточенні старих друзів: професора А. Фохта і сім'ї Тейхелів. Тут же він і похований.